# Chikkanerale, Piriyapatna
Chikkanerale là một làng thuộc tehsil Piriyapatna, huyện Mysore, bang Karnataka, Ấn Độ.